# Martin Stachl
Martin Stachl (* 8. November 1914 in München; † 1997 in Braunau am Inn) war ein deutsch-österreichischer Bühnenbildner und Maler.

## Ausbildung und Wirken
Stachl hat die Hochschule für Bildende Künste in München u. a. bei Emil Preetorius mit Auszeichnung abgeschlossen. Auf Empfehlung Preetorius' wurde er als Bühnenbildner an das Stadttheater nach Braunau berufen und legte auch das Gesamtkonzept für die Renovierung des Braunauer Stadttheaters vor, die 1938 und 1939 realisiert wurden. Er wurde als Bühnenbildner von Bühnen in Tirol sowie am Linzer Landestheater engagiert. Neben der Ableistung des Kriegsdienstes war er auch als Maler tätig. Bilder von ihm wurden in der Kunstausstellung Künstler im Waffenrock in Potsdam und in einer Kunstausstellung im Führergeburtshaus in Braunau 1943 gezeigt, und er stand auf der Führerliste begabter Nachwuchs in der deutschen Malerei. 1945 verbrachte er mehrere Monate in amerikanischer Kriegsgefangenschaft und kehrte dann zu seiner Familie nach Braunau zurück, wo er als freischaffender Künstler seine Arbeit wieder aufnahm. Er war Mitglied der Innviertler Künstlergilde und lebte bis zu seinem Tod in Braunau am Inn.

## Werke (Auswahl)

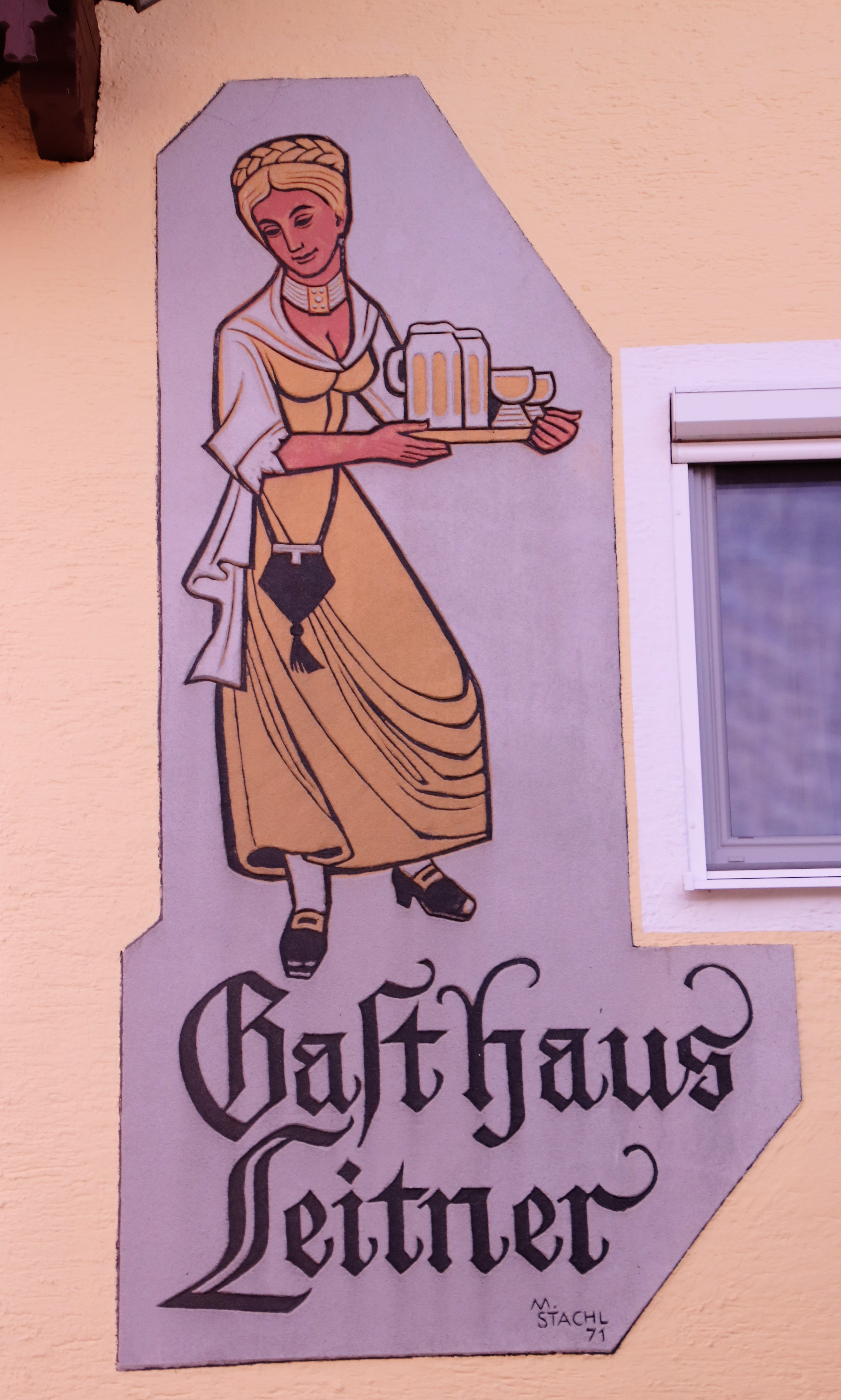
Sgraffito am Gasthaus Leitner in Hofweiden, Gemeinde Tarsdorf (1971)

- Logo der Privilegierten Schützengesellschaft Braunau 1403 (1953)
- Sgraffito am Schlattl-Haus in Simbach am Inn (um 1955; zerstört)[2]
- Wildgänse, Rehe, Sgraffiti in der Ramsauerstraße in Linz (1958)
- Fünf Erdteile, Sgraffiti in der Muldenstraße in Linz (1964)
- Entwurf des Wappens der Gemeinden Auerbach_(Oberösterreich), Haigermoos, Pramet, Geretsberg und Feldkirchen bei Mattighofen
- Geschichtlicher Werdegang von Taufkirchen an der Pram (Raiffeisenkasse, 1980)[3]
- Sgraffito-Ziffernblattbilder der Turmuhr und Stadtwappen auf dem Stadttorturm der Stadt Braunau am Inn[4]
- Sgraffito des hl. Nikolaus auf der Ostwand der Pfarrkirche Enzenkirchen[5]
- Hüttenmann und Gießer, Aluminiumplastik an einer Wohnhausfassade, Muldenstraße in Linz[6]
- Entwurf zu Briefmarken der Österreichischen Post, z. B. 900 Jahre Stift Reichersberg von 1984.

## Ausstellungen
- Gemeinschaftsausstellung verstorbener Künstler in der Herzogsburg in Braunau (2010)[7]

## Auszeichnungen
- Berufstitel Professor